# イギリス国籍
イギリス国籍（イギリスこくせき、英語: British nationality）とは、主に1981年イギリス国籍法で規定されたイギリスの国籍である。
イギリス国籍法はイギリス諸島（イングランド、ウェールズ、スコットランド、北アイルランドと王室属領（ジャージー島、ガーンジー島、マン島）、および14の英国海外領土を含む）に適用される。

## 国籍区分
イギリス国籍には以下の国籍区分が存在し、それぞれの区分によってイギリス市民権の有無などの権利が異なる。植民地の独立や返還等によって既に新たに付与されない区分も含まれている。ただし、新たに付与されない区分であっても当時取得した区分の更新は継続されている場合がある。

### イギリス市民
イギリス市民（英: British Citizen）は、1983年以前にイギリス諸島（イギリスおよび王室属領）内で生まれた者、もしくは1983年以降にイギリス諸島（イギリスおよび王室属領）内で生まれ、片親がイギリス市民またはイギリス属領市民であるかイギリス本国または植民地で永住権を有する者もしくはイギリス国籍に帰化した者が持つイギリスの国籍。この区分はイギリス市民権を持ち、完全なイギリスでの権利（居住、労働など）を有する。
イギリス国籍を持たない外国人は、最低居住要件（通常は5年）を満たし、定住権を取得した後、イギリス市民として帰化することができる。

### イギリス海外市民
この区分はイギリス市民権を有さず、欧州連合（EU）によってイギリス国民とみなされないほか、居住や労働、在留期間の制限や入国審査が必要となる。

#### 香港
香港とのつながりだけで「イギリス海外領土市民」であった場合、他の国籍がなく、無国籍になる可能性がある者や1997年7月1日以降に出生し、出生時に両親のどちらかがイギリス国民 (海外)またはイギリス海外市民であり、無国籍者となる者に付与された。（これらに該当しない者の場合、1997年6月30日に主権が中国に返還された際に、イギリス市民権を失っている。）

### イギリス臣民
主にイギリス領インドやアイルランド共和国の出身者などに付与されたイギリスの国籍。新たに付与されることは無く、親から子へ継承されることもない。この区分はイギリス市民権を有さず、欧州連合（EU）によってイギリス国民とみなされないほか、居住や労働、在留期間の制限や入国審査が必要となる。

### イギリス保護国出身者
この区分はイギリス市民権を有さず、欧州連合（EU）によってイギリス国民とみなされないほか、居住や労働、在留期間の制限や入国審査が必要となる。

### イギリス国民 (海外)
香港返還より前に登録された香港の住民権を持つ者が持つイギリスの国籍。香港返還により既に所有している者の更新を除き、新たに付与されることは無く、親から子へ継承されることもない。この区分はイギリス市民権を有さず、欧州連合（EU）によってイギリス国民とみなされないほか、居住や労働、在留期間の制限や入国審査が必要となる。ただし、「イギリス国民 (海外)ビザ」を申請する事ができ、このビザで５年間定住する事で永住権の申請をする事ができる。

### イギリス海外領土市民
2002年2月26日までは「イギリス属地市民」と呼ばれていた。この区分はイギリス在外公館からの領事支援や保護を受けることができるが、イギリス市民権を有さず、居住や労働、在留期間の制限や入国審査が必要となる。

### 1983年1月1日以前にイギリス海外領土で生まれた場合
1982年12月31日にイギリスおよび植民地市民であり、且つ自分か両親、もしくは祖父母がイギリス海外領土で出生、登録、または帰化した事により、イギリス海外領土とつながりがある者に付与される。（また、1983年1月1日にイギリス海外領土市民となった男性と結婚した女性もイギリス海外領土市民となる。）

### 1983年1月1日以降にイギリス海外領土で生まれた場合
出生時、両親のどちらかがイギリス海外領土市民である、あるいはイギリス海外領土に合法的に定住している者に付与される。

### その他
1983年1月1日以降にイギリス海外領土でイギリス海外領土市民の養子となった場合、もしくは海外領土の外で、イギリス海外領土の市民権を取得した親との間に生まれた場合に付与される。